# Lystad Bay
Die Lystad Bay (in Argentinien Caleta Herradura ‚Hufeisenbucht‘) ist eine 4 km breite Bucht an der Westküste von Horseshoe Island in der Square Bay an der Fallières-Küste des Grahamlands auf der Antarktischen Halbinsel. Der Shoesmith Glacier mündet in ihr Kopfende.
Teilnehmer der British Graham Land Expedition (1934–1937) unter der Leitung des australischen Polarforschers John Rymill nahmen zwischen 1936 und 1937 Vermessungen der Bucht vor. Während der United States Antarctic Service Expedition (1939–1941) wurde sie 1940 von den Schiffen  USMS North Star und USS Bear besucht. Das Advisory Committee on Antarctic Names benannte sie 1956 nach Isak Kristian Tønder Lystad (1895–1945), dem norwegisch-US-amerikanischen Kapitän der USMS North Star. Die argentinische Benennung ist deskriptiv.